# Cour Bérard
La cour Bérard est une voie située dans le quartier de l'Arsenal du 4e arrondissement de Paris, en France.

## Situation et accès
Longue de 43 mètres, elle commence au 8, impasse Guéménée et finit en impasse.
Le quartier est desservi par la ligne 1 à la station Saint-Paul et par les lignes 1, 5 et 8 à la station Bastille.

## Origine du nom
Elle porte le nom de M. Bérard, un propriétaire local.

## Historique
La plus ancienne mention du lieu dans la presse remonte à 1875 avec l’annonce de la mise en vente d’une maison sise au no 4.  

## Bâtiments remarquables et lieux de mémoire

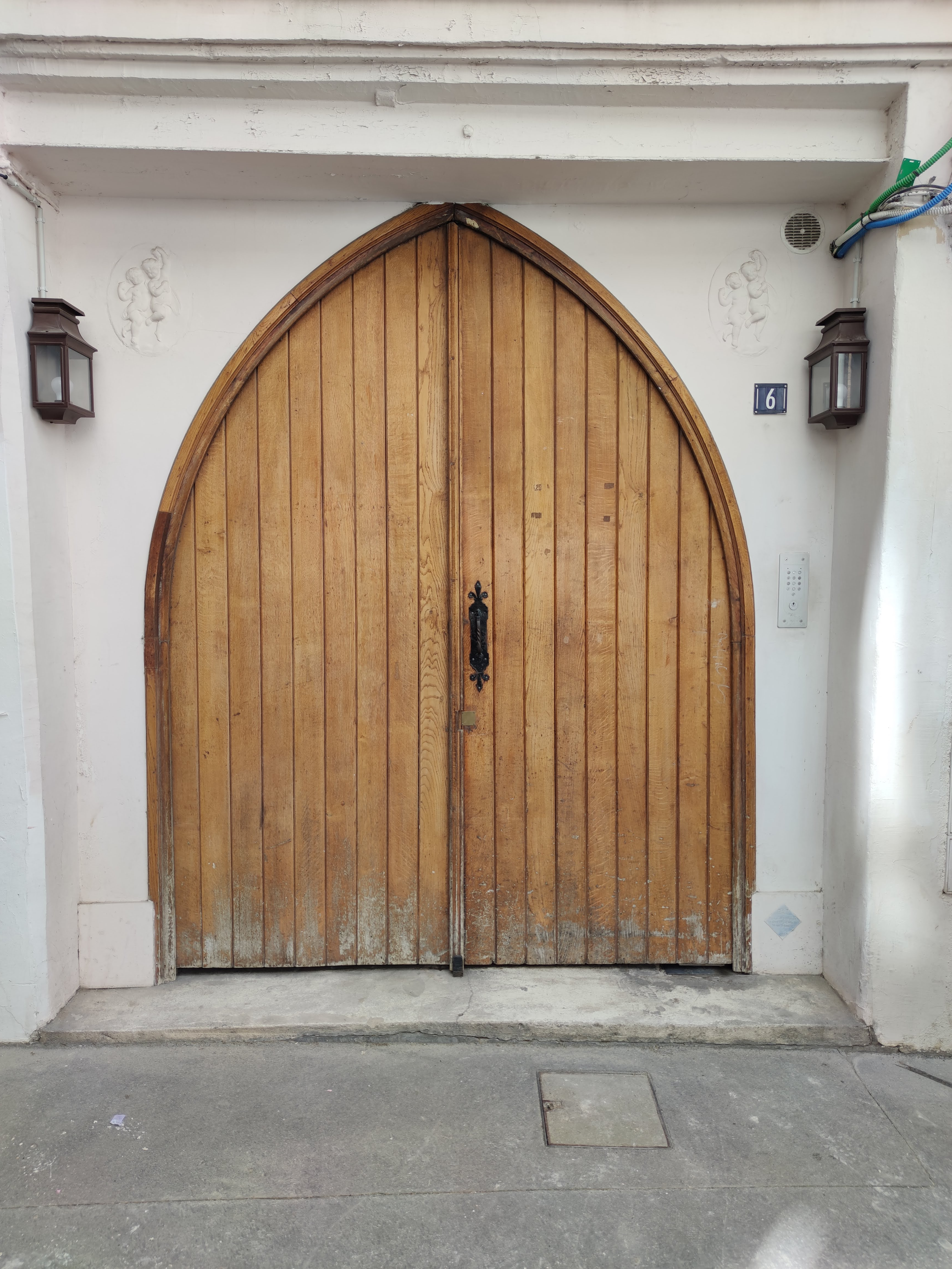
No 6 : porte.